# Hans Domagalla
Hans Domagalla (* 9. Februar 1935) ist ein deutscher ehemaliger Fußballspieler. 1964/65 spielte er mit der Betriebssportgemeinschaft BSG Motor Rudisleben in der DDR-Liga, der zweithöchsten Spielklasse im DDR-Fußball.

## Sportliche Laufbahn
Erst mit 29 Jahren gelang Hans Domagalla mit der BSG Motor Rudisleben der Sprung in die DDR-Liga. Zunächst verhalf er der Mannschaft 1964 zur Meisterschaft in der drittklassigen Bezirksliga. Anschließend war Domagalla als Abwehrspieler an allen vier Aufstiegsspielen beteiligt. In der DDR-Liga-Saison 1964/65 bestritt er alle 30 Punktspiele als rechter Verteidiger, mit einer Ausnahme, als er am 25. Spieltag als linker Stürmer eingesetzt wurde. Diese Umstellung nahm Domagalla zum Anlass, in diesem Spiel sein einziges Tor im höherklassigen Fußball zu erzielen. 
Der Neuling Motor Rudisleben schaffte es nicht, sich in der DDR-Liga zu behaupten. Nach nur vier Punktspielsiegen stieg die Mannschaft als Tabellenletzter ab. Der BSG gelang in den nächsten zwölf Jahren nicht der Wiederaufstieg. Lediglich 1968 erreichte sie erneut die Bezirksmeisterschaft, verpasste diesmal als 4. unter fünf Mannschaften den erneuten Aufstieg. Wieder in der Abwehr eingesetzt, war Domagalla ebenfalls an allen vier Aufstiegsspielen beteiligt. 
Durch die DDR-Liga-Teilnahme war Motor Rudisleben 1965/66 für die Teilnahme an den Spielen um den DDR-Fußball-Pokal qualifiziert und kam überraschend bis in das Achtelfinale. Domagalla wurde jedoch nur in der 1. Runde eingesetzt. 
Bis 1972 spielte Hans Domagalla mit Motor Rudisleben noch in der Bezirksliga. Von 1972 bis 1974 trainierte er die Bezirksligamannschaft, die er 1973 auf Platz drei und 1974 zum vierten Platz brachte. 